# 古冶街道
古冶街道，是中华人民共和国河北省唐山市古冶区下辖的一个乡镇级行政单位。

## 行政区划
古冶街道下辖以下地区：
西新楼第一社区、西新楼第二社区、供电社区、北范社区、西耐社区、新园社区、新北社区、铁路工房社区和新站社区。